# Eupithecia nagaii
Eupithecia nagaii là một loài bướm đêm trong họ Geometridae. Chúng được tìm thấy ở Nhật Bản.